# Agapito Conchu
Agapito Conchu (Guagua, 18 augustus 1860 - Cavite City, 12 september 1896) was een Filipijns drukker, musicus en een van de dertien martelaren van Cavite.  

## Biografie
Agapito Conchu werd geboren in 18 augustus 1860 in Guagua in de Filipijnse provincie Pampanga. Hij was de eerste zoon van Saturnino Conchu en Nemesia Hocson. Nadat hij op jonge leeftijd wees was geworden, werden hij en zijn twee jongere broers Degracias en Candido door hun tante Leonicia Conchu naar Manilla gebracht. Daar behaalde hij een Bachiller en Artes aan de Ateneo de Manilla. Hij leerde in de tijd muziek maken, bespeelde zo nu en dan het orgel van de kerk in Binondo en was dirigent van een orkest.
Conchu werkte in een drukkerij, waar hij het vak van drukker en de techniek van lithografie leerde. In 1890 begon Conchu een fotografiezaak aan Calle Real, de tegenwoordige Trece Martires Street. Daarnaast gaf hij muzieklessen aan de kinderen van welvarende mensen, waaronder de dochter van de gouverneur-generaal van de Filipijnen. Hij gaf ook enige tijd muziekles op een school. Ook richtte hij een muziekgroep op onder de naam Compañia del Trueno. De leden van de groep waren Francisco Osorio (drum), Victorino Luciano (tamboerijn, bass of cello), Hugo Perez (Fife of triangel), Basilia Borromeo (zang) en Conchu (viool). De groep werd gedirigeerd door Julian Felipe, die later het volkslied van de Filipijnen zou componeren. Daarnaast componeerde Conchu diverse liederen. Zijn belangrijkste bron van inkomsten bleef echter zijn drukkerij. In 1892 won Conchu met zijn lithografien een prijs in een regionale competitie.
Op 4 september 1896 werd hij samen met enkele andere prominente inwoners van Cavite beschuldigd van betrokkenheid bij de Filipijnse Revolutie. Conchu werd genoemd als een van de leiders van de lokale afdeling van de Katipunan. Hij werd op 12 september als een van de dertien martelaren van Cavite geëxecuteerd op het Plaza de Armas in Fort San Felipe. Conchu was getrouwd met Isabel Basa en kreeg met haar negen kinderen. Zijn overblijfselen liggen in het monument dat ter nagedachtenis aan de 13 martelaren werd opgericht. Conchu Street, een straat in Makati, werd naar hem vernoemd.